# Konklawe 1676
Konklawe 2 sierpnia – 21 września 1676 – konklawe, które po śmierci Klemensa X wybrało na jego następcę błogosławionego Innocentego XI.

## Śmierć Klemensa X

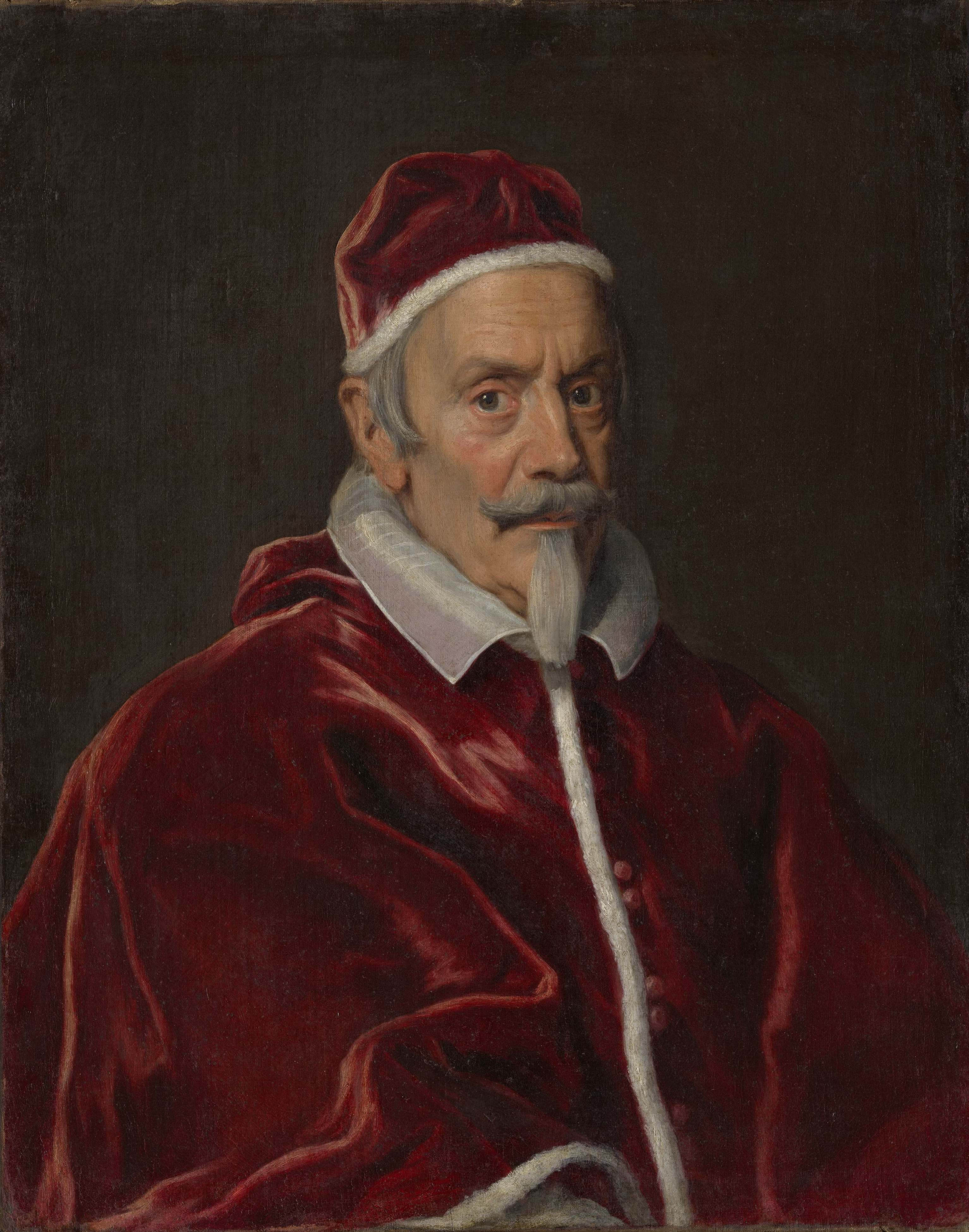
Papież Klemens X

Papież Klemens X zmarł 22 lipca 1676 roku w wieku 86 lat. Główną troską jego pontyfikatu było powstrzymywanie tureckiej agresji w Europie, w tym celu udzielał znacznego wsparcia Polsce. W polityce wewnętrznej papież nie mianował żadnego ze swoich krewnych kardynałem, adoptował jednak jako bratanka spowinowaconego z rodem Altieri kardynała Paluzzo Paluzzi degli Albertoni, nadał mu swoje nazwisko i obdarzył go godnością kardynała-nepota. Nadużywał on hojności papieża do zgromadzenia ogromnego majątku i budowania swoich wpływów. W polityce zagranicznej papież i kardynał Altieri popadli w silny konflikt z królem Francji Ludwikiem XIV z powodu ingerencji króla w nominacje na stanowiska kościelne we Francji. Konflikt ten zaostrzył się wskutek odmowy ze strony papieża uwzględnienia postulatów króla przy kolejnych nominacjach kardynalskich oraz ograniczenia przywilejów ambasadora Francji w Rzymie.

## Lista uczestników
W chwili śmierci Klemensa X Kolegium Kardynałów liczyło 67 członków, z czego dwóch zmarło w okresie sediswakancji, a dwóch innych nie przybyło do Rzymu. W konklawe wzięło więc udział 63 kardynałów:
- Francesco Barberini (nominacja 2 października 1623) – kardynał biskup Ostia e Velletri; komendatariusz kościoła prezbiterialnego S. Lorenzo in Damaso; dziekan Świętego Kolegium Kardynałów; wicekanclerz Świętego Kościoła Rzymskiego; sekretarz Świętej Kongregacji Rzymskiej i Powszechnej Inkwizycji
- Ulderico Carpegna (28 listopada 1633) – kardynał biskup Porto e Santa Rufina; subdziekan Świętego Kolegium Kardynałów; prefekt Świętej Kongregacji ds. Stanu Zakonnego; prefekt Świętej Kongregacji ds. Obrzędów
- Giulio Gabrielli (16 grudnia 1641) – kardynał biskup Sabiny; generalny gubernator Fermo; legat apostolski w Romanii
- Cesare Facchinetti (13 lipca 1643) – kardynał biskup Palestriny; biskup Spoleto
- Girolamo Grimaldi-Cavalleroni (13 lipca 1643) – kardynał biskup Albano; arcybiskup Aix-en-Provence
- Carlo Rossetti (13 lipca 1643) – kardynał prezbiter S. Lorenzo in Lucina; protoprezbiter Świętego Kolegium Kardynałów; arcybiskup Faenzy
- Niccolò Albergati-Ludovisi (6 marca 1645) – kardynał prezbiter S. Maria in Trastevere; penitencjariusz większy
- Alderano Cibo (6 marca 1645) – kardynał prezbiter S. Prassede
- Benedetto Odescalchi (6 marca 1645) – kardynał prezbiter S. Onofrio
- Lorenzo Raggi (7 października 1647) – kardynał prezbiter Ss. Quirico e Giulitta
- Jean-François-Paul de Gondi de Retz (19 lutego 1652) – kardynał prezbiter S. Maria sopra Minerva
- Luigi Omodei (19 lutego 1652) – kardynał prezbiter S. Alessio
- Pietro Vito Ottoboni (19 lutego 1652) – kardynał prezbiter S. Marco; komendatariusz opactwa terytorialnego Vangadizza
- Francesco Albizzi (2 marca 1654) – kardynał prezbiter Ss. IV Coronati
- Carlo Pio di Savoia (2 marca 1654) – kardynał prezbiter S. Crisogono; protektor Austrii
- Flavio Chigi (9 kwietnia 1657) – kardynał prezbiter S. Maria del Popolo; prefekt Trybunału Apostolskiej Sygnatury Sprawiedliwości; bibliotekarz Świętego Kościoła Rzymskiego; archiprezbiter bazyliki laterańskiej; prefekt Świętej Kongregacji ds. Granic Państwa Kościelnego
- Girolamo Buonvisi (9 kwietnia 1657) – kardynał prezbiter S. Girolamo degli Schiavoni; arcybiskup Lukki
- Antonio Bichi (9 kwietnia 1657) – kardynał prezbiter S. Maria degli Angeli; biskup Osimo
- Giacomo Franzoni (29 kwietnia 1658) – kardynał prezbiter S. Maria in Aracoeli; biskup Camerino
- Pietro Vidoni (5 kwietnia 1660) – kardynał prezbiter S. Pancrazio
- Gregorio Barbarigo (5 kwietnia 1660) – kardynał prezbiter S. Tommaso in Parione; biskup Padwy
- Girolamo Boncompagni (14 stycznia 1664) – kardynał prezbiter Ss. Pietro e Marcellino; arcybiskup Bolonii
- Celio Piccolomini (14 stycznia 1664) – kardynał prezbiter S. Pietro in Montorio; arcybiskup Sieny
- Carlo Carafa della Spina (14 stycznia 1664) – kardynał prezbiter S. Maria in Via; kamerling Świętego Kolegium Kardynałów
- Alfonso Litta (14 stycznia 1664) – kardynał prezbiter S. Croce in Gerusalemme; arcybiskup Mediolanu
- Neri Corsini (14 stycznia 1664) – kardynał prezbiter Ss. Nereo ed Achilleo; arcybiskup Arezzo
- Giacomo Filippo Nini (14 stycznia 1664) – kardynał prezbiter S. Maria della Pace
- Paluzzo Paluzzi Altieri degli Albertoni (14 stycznia 1664) – kardynał prezbiter Ss. XII Apostoli; superintendent generalny Stolicy Apostolskiej; prefekt Świętej Konsulty; kamerling Świętego Kościoła Rzymskiego; prefekt Świętej Kongregacji Rozkrzewiania Wiary; prefekt Świętej Kongregacji Indeksu; prefekt Świętej Kongregacji ds. Wód, Bagien Pontyjskich i Doliny Chiana; prefekt Sygnatury ds. Brewe Apostolskich; komendatariusz opactwa terytorialnego Tre Fontane; legat apostolski w Awinionie i Urbino; gubernator Tivoli
- Giannicolò Conti (14 stycznia 1664) – kardynał prezbiter S. Maria in Transpontina; biskup Ankony
- Giulio Spinola (15 lutego 1666) – kardynał prezbiter S. Martino ai Monti; biskup Nepi e Sutri
- Innico Caracciolo (15 lutego 1666) – kardynał prezbiter S. Clemente; arcybiskup Neapolu
- Giovanni Delfino (7 marca 1667) – kardynał prezbiter Ss. Vito e Modesto; patriarcha Akwilei
- Giacomo Rospigliosi (12 grudnia 1667) – kardynał prezbiter Ss. Giovanni e Paolo; prefekt Trybunału Apostolskiej Sygnatury Łaski; archiprezbiter bazyliki liberiańskiej; komendatariusz opactwa terytorialnego Nonantola
- Emmanuel Théodose de la Tour d’Auvergne de Bouillon (5 sierpnia 1669) – kardynał prezbiter S. Lorenzo in Panisperna
- Luis Manuel Fernández de Portocarrero (5 sierpnia 1669) – kardynał prezbiter S. Sabina
- Carlo Cerri (29 listopada 1669) – kardynał prezbiter S. Adriano; biskup Ferrary
- Lazzaro Pallavicino (29 listopada 1669) – kardynał prezbiter S. Maria in Aquiro
- Gaspare Carpegna (22 grudnia 1670) – kardynał prezbiter S. Silvestro in Capite; wikariusz generalny diecezji rzymskiej; prodatariusz Jego Świątobliwości; prefekt Świętej Kongregacji ds. Biskupów i Zakonników; prefekt Świętej Kongregacji ds. Kościelnych Immunitetów; prefekt Świętej Kongregacji ds. Reformy Statutów Kleru Rzymskiego
- Bernard Gustaw z Badenii-Durlach OSB (24 sierpnia 1671) – kardynał prezbiter bez tytułu; książę-opat Kempten
- César d’Estrées (24 sierpnia 1671) – kardynał prezbiter SS. Trinita al Monte Pincio; biskup Laon; protektor Francji
- Pierre de Bonzi (22 lutego 1672) – kardynał prezbiter bez tytułu; arcybiskup Narbonne
- Johann Eberhard Nidhard SJ (22 lutego 1672) – kardynał prezbiter S. Bartolomeo all’Isola; ambasador nadzwyczajny Hiszpanii wobec Stolicy Apostolskiej
- Camillo Massimi (22 grudnia 1670) – kardynał prezbiter S. Eusebio; prefekt Świętej Kongregacji ds. Odpustów i Świętych Relikwii
- Vincenzo Maria Orsini OP (22 lutego 1672) – kardynał prezbiter S. Sisto; arcybiskup Manfredonii
- Francesco Nerli (12 czerwca 1673) – kardynał prezbiter S. Matteo in Via Merulana; sekretarz stanu Stolicy Apostolskiej; arcybiskup Florencji
- Girolamo Gastaldi (12 czerwca 1673) – kardynał prezbiter S. Pudenziana
- Federico Baldeschi Colonna (12 czerwca 1673) – kardynał prezbiter S. Marcello; prefekt Świętej Kongregacji ds. Soboru Trydenckiego
- Galeazzo Marescotti (27 maja 1675) – kardynał prezbiter S. Bernardo alla Terme; legat apostolski w Ferrarze
- Alessandro Crescenzi CRS (27 maja 1675) – kardynał prezbiter S. Prisca; patriarcha Recanati e Loreto
- Bernardino Rocci (27 maja 1675) – kardynał prezbiter S. Stefano al Monte Celio; arcybiskup Orvieto
- Fabrizio Spada (27 maja 1675) – kardynał prezbiter S. Callisto
- Mario Alberizzi (27 maja 1675) – kardynał prezbiter S. Giovanni a Porta Latina; arcybiskup Tivoli
- Philip Thomas Howard OP (27 maja 1675) – kardynał prezbiter S. Cecilia
- Francesco Maidalchini (7 października 1647) – kardynał diakon S. Maria in Via Lata; protodiakon Świętego Kolegium Kardynałów
- Carlo Barberini (23 czerwca 1653) – kardynał diakon S. Maria in Cosmedin; archiprezbiter bazyliki watykańskiej; prefekt Fabryki Świętego Piotra; komendatariusz opactw terytorialnych Farfa i Subiaco; protektor Sabaudii; prefekt Rzymu
- Decio Azzolini (2 marca 1654) – kardynał diakon S. Eustachio
- Paolo Savelli (14 stycznia 1664) – kardynał diakon S. Nicola in Carcere Tulliano
- Sigismondo Chigi OSIoHieros (12 grudnia 1667) – kardynał diakon S. Giorgio in Velabro; wielki przeor zakonu joannitów w Rzymie
- Nicolò Acciaioli (29 listopada 1669) – kardynał diakon Ss. Cosma e Damiano
- Buonaccorso Buonaccorsi (29 listopada 1669) – kardynał diakon S. Maria della Scala; legat apostolski w Bolonii
- Felice Rospigliosi (16 stycznia 1673) – kardynał diakon S. Angelo in Pescheria
- Girolamo Casanate (12 czerwca 1673) – kardynał diakon S. Cesareo in Palatio
- Pietro Basadonna (12 czerwca 1673) – kardynał diakon S. Maria in Domnica

Pięćdziesięciu pięciu elektorów było Włochami, czterech Francuzami (Retz, Bouillon, d’Estrées i Bonzi), dwóch Niemcami(von Baden-Durlach i Nidhard) jeden Hiszpanem (Portocarrero) a jeden Anglikiem (Howard). Sześciu otrzymało kapelusz kardynalski jeszcze od Urbana VIII (1623–1644), dwunastu od Innocentego X (1644–1655), osiemnastu od Aleksandra VII (1655–1667), ośmiu od Klemensa IX (1667–1669), a dziewiętnastu – od Klemensa X (1670–1676).

## Nieobecni
Czterech kardynałów nie uczestniczyło w konklawe. Dwóch z nich (Hiszpan Pascual de Aragon i Niemiec von Hessen) nie przybyło do Rzymu, natomiast dwaj inni (Włosi Orsini i Bonelli) byli wprawdzie w Rzymie, ale z powodu choroby nie wzięli udziału w konklawe i zmarli jeszcze przed wyborem nowego papieża:
- †Virginio Orsini OSIoHieros (16 grudnia 1641) – kardynał biskup Frascati; protektor Francji, Polski i Portugalii (zmarł 21 sierpnia 1676)
- Pascual de Aragón-Córdoba-Cardona y Fernández de Córdoba (5 kwietnia 1660) – kardynał prezbiter S. Balbina; arcybiskup Toledo i prymas Hiszpanii
- †Carlo Bonelli (14 stycznia 1664) – kardynał prezbiter S. Anastasia (zmarł 27 sierpnia 1676)
- Friedrich von Hessen OSIoHieros (19 lutego 1652) – kardynał diakon S. Agata in Suburra; biskup Wrocławia; protektor Hiszpanii i Rzeszy Niemieckiej

Pascual de Aragon został mianowany przez Aleksandra VII, Carlo Bonelli i Friedrich von Hessen przez Innocentego X, a Virginio Orsini przez Urbana VIII.

## Frakcje i kandydaci

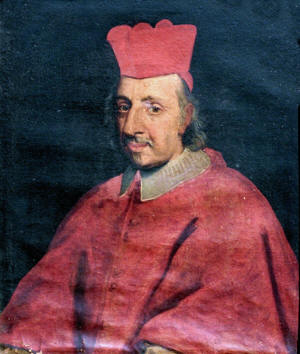
Kardynał Altieri

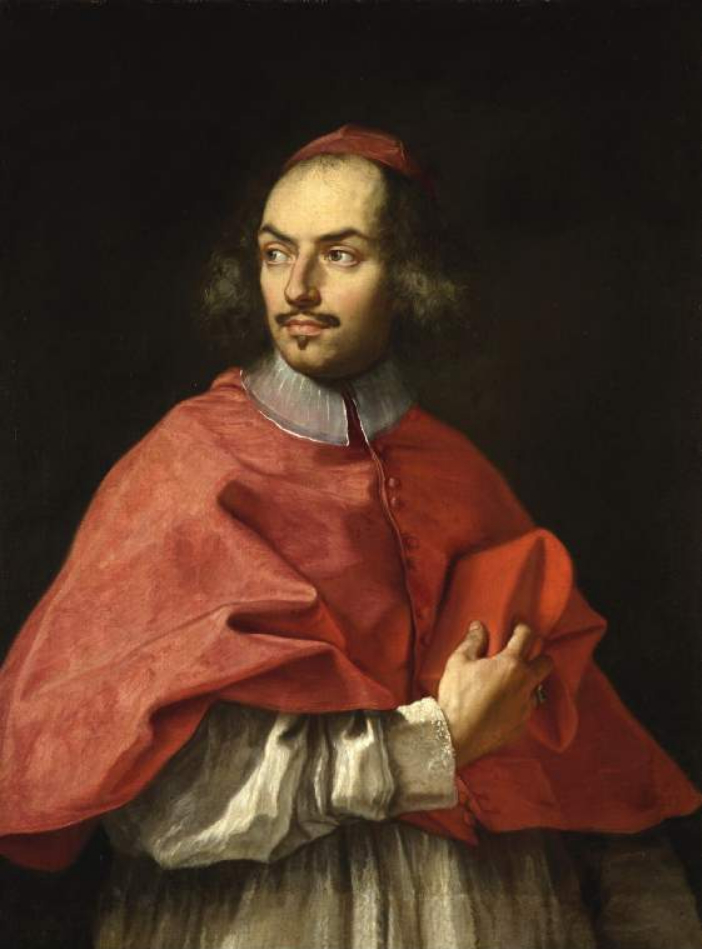
Kard. Giacomo Rospigliosi

Wyróżniano siedem frakcji w Świętym Kolegium:
- Stronnictwo francuskie – sześciu przedstawicieli króla Francji: D’Estrees (lider), Retz, Bouillon, Bonsi, Maidalchini, Grimaldi
- Stronnictwo hiszpańskie – sześciu stronników Hiszpanii i cesarza: Nidhard (lider), Portocarrero, Baden-Durlach, Pio di Savoia, Raggi i Savelli
- Barberinianie – partia kardynała Francesco Barberini grupująca nielicznych żyjących jeszcze nominatów jego wuja Urbana VIII (Ulderico Carpegna, Facchinetti, Gabrielli i Rosetti) oraz jego własnego bratanka Carlo Barberiniego, którego mianował Innocenty X
- „Lotny szwadron” – trzyosobowa grupa kardynałów mianowanych przez Innocentego X i powiązanych z królową Krystyną. Głosili niezależność konklawe od nacisków świeckich mocarstw. Tworzyli ją Azzolini (lider), Omodei i Ottoboni
- Chigianie – partia kardynała Flavio Chigi, grupująca większość nominatów jego wuja Aleksandra VII (Buonvisi, Bichi, Franzoni, Vidoni, Barbarigo, Boncompagni, Litta, Corsini, Piccolomini, Carafa, Conti, Nini, Spinola, Caracciolo i Delfino); należał do niej także Sigismondo Chigi, kuzyn Flavio mianowany przez Klemensa IX
- Rospigliosianie – partia kardynała Giacomo Rospigliosi grupująca większość nominatów jego wuja Klemensa IX (Cerri, Pallavicino, Acciaioli i Bonaccorsi) oraz Felice Rospigliosi, krewnego Giacomo mianowanego przez Klemensa X
- Altieriści – piętnastoosobowe stronnictwo kardynała Paluzzo Paluzzi-Altieri grupujące większość nominatów Klemensa X: Massimo, Gaspare Carpegna, Orsini, Colonna, Nerli, Gastaldi, Crescenzi, Marescotti, Rocci, Alberizzi, Spada, Howard, Casanate i Basadonna

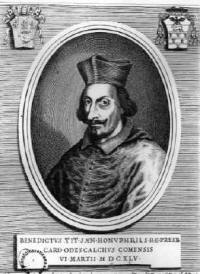
Kard. Benedetto Odeschalchi

Czterech kardynałów mianowanych przez Innocentego X, w przeszłości powiązanych z „lotnym szwadronem”, obecnie było uważanych za neutralnych: Albizzi, Odescalchi, Cibo i Albergati-Ludovisi.
Choć liczba kardynałów uważanych za papabile wynosiła około 20, było oczywiste, że ze względów politycznych najwyżej kilku ma realne szanse na wybór. Z uwagi na stanowisko Francji żaden kandydat z partii Altieriego nie mógł być brany pod uwagę. Z podobnych względów wykluczeni byli papabili z frakcji Chigiego. W tej sytuacji jedynymi kandydatami pozostawali Odescalchi i Cibo spośród nominatów Innocentego X, Facchinetti z partii Barberiniego oraz Cerri z partii Rospigliosiego. Szczególnie Odescalchi był wymieniany jako papabile. Z racji świątobliwego, ascetycznego życia i nie angażowania się w rozgrywki frakcyjne nazywano go Karolem Boromeuszem Świętego Kolegium. Na jego niekorzyść działało jedynie to, że jako obywatel Como był poddanym króla Hiszpanii, w związku z czym Francuzi patrzyli na jego kandydaturę z dużym sceptycyzmem.
Kardynał Altieri, zdając sobie sprawę ze znaczenia stanowiska Francji, niezwłocznie po śmierci Klemensa X zaoferował Ludwikowi XIV pojednanie i zaproponował sojusz na konklawe, jednak król nawet nie odpowiedział na jego list.

## Przebieg konklawe
Konklawe rozpoczęło się 2 sierpnia z udziałem 44 kardynałów. 3 sierpnia dotarli Nidhard i Raggi, 6 sierpnia Buonvisi i Litta, 7 sierpnia Barbarigo, 8 sierpnia Rosetti, 9 sierpnia Facchinetti, 11 sierpnia Savelli, 16 sierpnia Carpegna, 18 sierpnia Ottoboni i Cerri, 29 sierpnia Gabrielli, 30 sierpnia Retz, Bouillon, Bonsi i Maidalchini, 7 września Grimaldi, 9 września Baden-Durlach i Albergati Ludovisi.

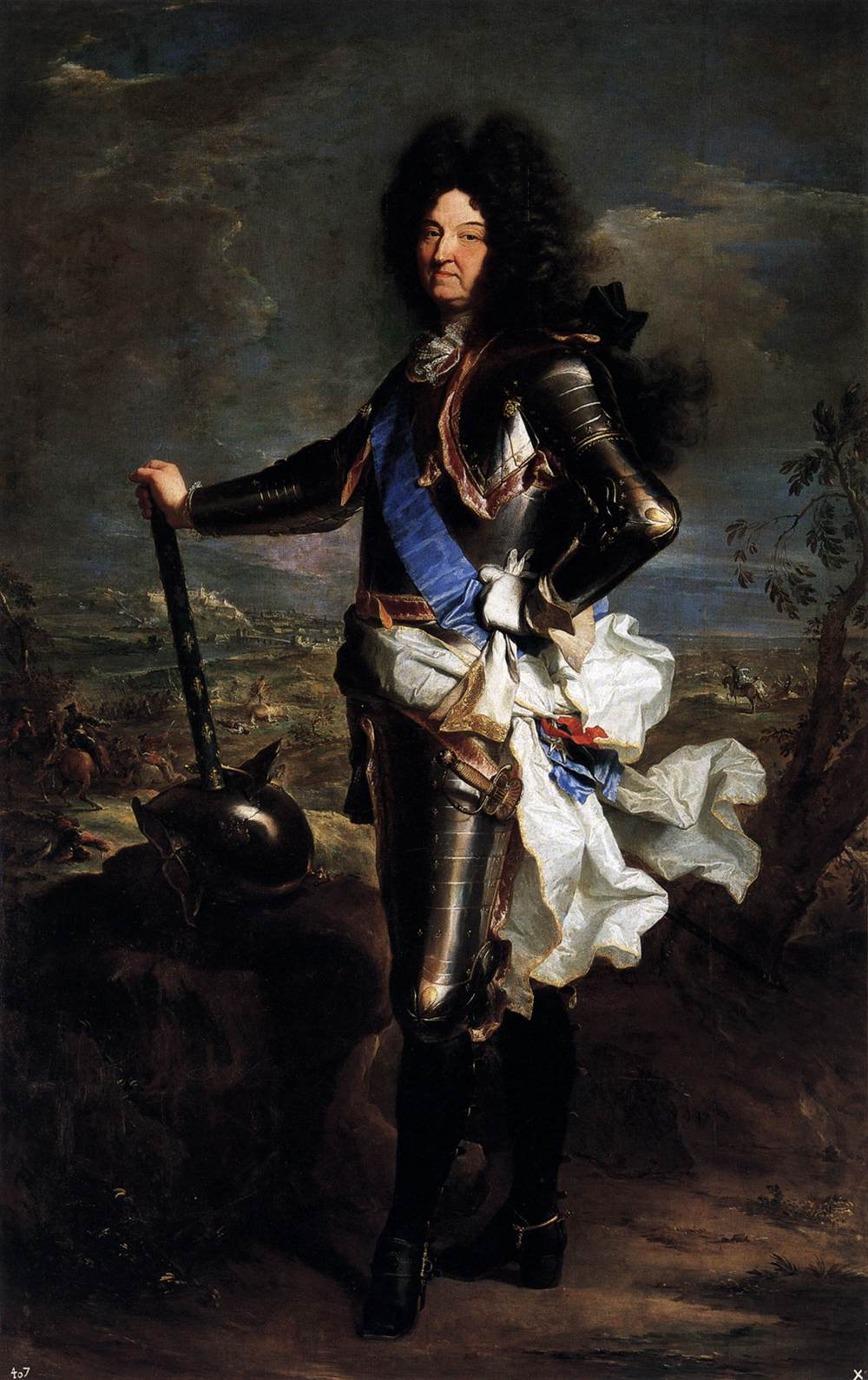
Król Francji Ludwik XIV

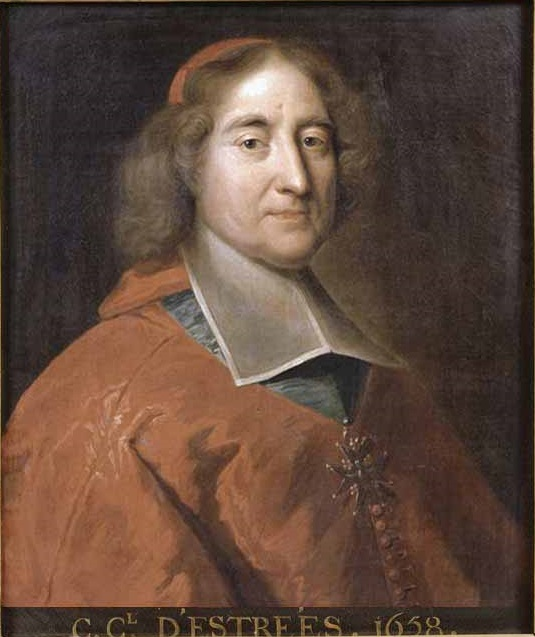
Kardynał César d’Estrées, lider frakcji francuskiej

W pierwszych dniach konklawe głosy były mocno rozproszone. Początkowo postanowiono bowiem, że do czasu przybycia kardynałów z frakcji francuskiej nie należy rozpoczynać na poważnie obrad. Kiedy jednak 15 sierpnia przyszedł list króla Ludwika XIV do Kolegium Kardynalskiego i stało się jasne, że Francuzi nie wejdą w żadne układy z Altierim, ten zaczął otwarcie forsować kandydaturę Odescalchiego nie czekając na przybycie przedstawicieli Paryża. Kandydata tego natychmiast poparła frakcja hiszpańska, ale jedyny obecny wówczas francuski kardynał D’Estrees zagroził użyciem weta. Jednocześnie jednak Francuz zaznaczył, że nie ma osobiście nic przeciwko Odescalchiemu, a jedynie sprzeciwia się dokonaniu wyboru przed przybyciem jego rodaków i 22 sierpnia wysłał kuriera do Paryża z prośbą o zgodę na poparcie tego kandydata. W tym momencie dodatkowym, oprócz pochodzenia, czynnikiem osłabiającym tę kandydaturę w oczach Francji, było to, że wysunął ją i popierał znienawidzony Altieri. Chigi i Rospigliosi, choć także skłaniali się ku Odescalchiemu, uważali, że należy poczekać na Francuzów i z tego względu wraz ze swymi protegowanymi uchylali się od popierania go w poszczególnych głosowaniach. Jednocześnie jednak wysłali do Paryża listy z rekomendacjami dla Odescalchiego, przedstawiając go jako ofiarę intryg Altieriego.
29 sierpnia przybyli do Rzymu kardynałowie z francuskiej frakcji i dzień później weszli na konklawe. Ich postawa zadziwiła i zarazem oburzyła większość kardynałów. Był bowiem zwyczaj, że na konklawe dziekan Świętego Kolegium przedstawiał zagranicznym purpuratom kardynałów mianowanych przez ostatniego papieża. Francuzi, zgodnie z wytycznymi króla, odmówili jakichkolwiek kontaktów z Altieristami, co spotkało się z bardzo złym odbiorem.
Mimo przybycia Francuzów oraz cesarskiego przedstawiciela kardynała Baden-Durlach, kolejne głosowania nie przynosiły żadnych rezultatów, gdyż wciąż oczekiwano na odpowiedź Ludwika XIV. Nadeszła ona w końcu 20 września. Król, z pewnymi zastrzeżeniami dotyczącymi swych prerogatyw wobec Kościoła we Francji, zaaprobował kandydaturę Odescalchiego. Po odczytaniu listu kardynał D’Estrees wygłosił przemowę do kardynałów, w której wezwał do wyboru „najlepszego kandydata”. Choć nie wymienił nikogo z nazwiska, wszyscy rozumieli, że ma na myśli Odescalchiego. Chwilę później kardynałowie poinformowali Odescalchiego o osiągniętym porozumieniu co do jego wyboru.

## Wybór Innocentego XI
Rankiem 21 września kardynał Benedetto Odescalchi otrzymał 20 głosów w fazie skrutynium i kolejne 42 w fazie akcesu, co oznaczało jego jednomyślny wybór na Stolicę Piotrową. Tylko on sam, zgodnie z obyczajem, zagłosował na kardynała-dziekana Francesco Barberiniego. Przyjął wybór z oporami, zmuszając kardynałów do podpisania czternastopunktowego programu reform, obejmującego m.in. zniesienie nepotyzmu. Przybrał imię Innocentego XI, w celu upamiętnienia Innocentego X, który mianował go kardynałem. Koronacja odbyła się 4 października.

## Uzupełniające źródła internetowe
- Sede Vacante 1676
- The Cardinals of the Holy Roman Church